# Grad Klokoč
Grad Klokoč (hrvaško Stari grad Klokoč ali Utvrda Klokoč) je bil srednjeveški grad na griču nad izlivom potoka Ribnica v Glino in nad naseljem Klokoč južno od mesta Vojnić na Hrvaškem. Danes so od gradu ostale le še dobro ohranjene ruševine. 

## Zgodovina
Čas nastanka gradu ni znan. V srednjem veku je na tem območju živelo Klokočko pleme, ki so verjetno grad zgradili za svojega župana. Pleme Klokočanov se omenja leta 1224, ko so dobili svoboščine od kralja Bele IV. V listini kralj podarja prebivalcem Klokoča – Radošu in njegovim bratom, Zorjanu, Veztu in Damjanu in njunim bratom, nato bratovščini Križana, Šimuna, Slaveča, Vranka, Vukca, Friderika, Dobrogosta in Vukana – za njihovo zvesto služenje njemu in kralju Andreju, svoboščine kraljevskih dvorjanov. To pomeni, da je takrat grad že stal. Kraljevi vazali so plemiči Klokočki, njihovi vazali pa domače prebivalstvo. Leta 1387 je ogrski kralj Sigismund podaril grad Klokoč skupno s sosednjim gradom Cetin in še nekaterimi posesti grofu Ivanu V. Krškemu za zasluge pri osvoboditvi njegove zaročenke hrvaško-ogrske kraljice Marije iz ujetništva upornih hrvaških plemičev. Osvobodil jo je iz ujetništva na gradu Novigrad pri Zadru in jo privedel Sigismundu. Tako je grad prešel v last Frankopanov. Frankopani so leta 1406 prosili, da se jim potrdi pravica do gradov Cetin in Klokoč, kar je Sigismund tudi naredil in potem znova leta 1412, ko so ga za stare pravice prosili Klokočani. Elizabeta Frankopanska se je leta 1405 poročila s Celjskim grofom Friderikom II. in svojemu možu oziroma Celjskim z doto prinesla med drugim grad in gospostvo Steničnjak, ki meji na posest gradu Klokoč. Ogrski kralj Sigismund pa je leta 1415 last nad gradom in gospostvom Steničnjak kot tudi gradom Klokoč potrdil glavi družine Hermanu II. Po smrti Friderika II. leta 1454 in Celjskih grofov in knezov leta 1456 je še istega leta grad zasedel knez Martin Frankopan, ki se je razglasil za naslednika.
Leta 1592 je grad padel v roke Turkom. Turki so bili na gradu 50 let, leta 1649 so pod grad prišli Petar Zrinski in Vuk Frankopan in porazili Turke, ki potem več niso bili na gradu in je bil ta prazen 32 let. Leta 1681 je karlovski general Jožef Ivan Herberstein grad osvobodil in ga spremenil v mejno trdnjavo Vojne krajine. Leta 1681 je bil obnovljen ter od leta 1746 služil za stanovanja vojaških oficirjev do leta 1881. Od 1816 do 1818 je grad Klokoč bil sedež kordunskega poveljnika in so v njem stanovali tudi zdravniki. S koncem turške nevarnosti je bil grad trdnjava zapuščen in je začel propadati.